# Escudo de Muros de Nalón

Versión similar a la utilizada en la web del Ayuntamiento, con serpientes en el tercer cuartel.

El Ayuntamiento del concejo asturiano de Muros del Nalón emplea el escudo, aunque no está legalizado ni se tiene constancia de que su Corporación haya intentado legalizarlo. Es un escudo inventado por Octavio Bellmunt y Fermín Canella para ilustrar su obra "Asturias", igual que se hizo para otros concejos. En algunos documentos emitidos por el Ayuntamiento la Corona de Príncipe de Asturias aparece sustituida por la corona mural.
Su escudo es: Cuarteado en cruz.
- Primer cuartel, seis cuervos en sable puestos en dos palos de tres. Estas son las armas pertenecientes al concejo de Pravia, que a su vez son las de los linajes de Cuervo y Arango.

- Segundo cuartel, cinco lises puestas en aspa. Son las armas de la familia Rua que, junto con la familia Cienfuegos, fundaron la capital del concejo.

- Tercer cuartel, cinco bustos de doncellas, puestos en aspa, sujetando sendas veneras de plata. Estas son las armas de la familia Miranda, que sucedieron a las anteriores como señores del coto.

- Cuarto cuartel, en gules un león rampante en oro. Estas son las armas del marqués de Muros.

Al timbre corona real, abierta. >

## Referencias

Versión usada en la web de la Federación Asturiana de Concejos